# Eustachy (Jewdokimow)
Eustachy, imię świeckie Jewgienij Władimirowicz Jewdokimow (ur. 1 listopada 1951 w Kałtasach) – biskup Rosyjskiego Kościoła Prawosławnego.

## Życiorys
W 1981 ukończył wyższe studia teologiczne w Moskiewskiej Akademii Duchownej. W czasie nauki złożył 4 grudnia 1980 wieczyste śluby zakonne w ławrze Troicko-Siergijewskiej. 4 stycznia 1981 przyjął święcenia na hierodiakona, zaś 27 marca 1982 na hieromnicha. W 1984 podniesiony do godności igumena i przeniesiony do Monasteru Daniłowskiego. W styczniu 1988 przeniesiono go z kolei do Monasteru Tołgskiego. W maju 1991 został przełożonym monasteru Przemienienia Pańskiego i św. Jakuba w Rostowie. 24 kwietnia 1994 otrzymał godność archimandryty.
30 stycznia 2000 w soborze Objawienia Pańskiego w Moskwie miała miejsce jego chirotonia na biskupa czyckiego i zabajkalskiego.  Następnie jego tytuł uległ zmianie na biskup czycki i krasnokamieński. W 2013 otrzymał godność arcybiskupią. Rok później przeniesiono go na katedrę aleksandrowską. W 2018 r. Święty Synod Rosyjskiego Kościoła Prawosławnego przeniósł go w stan spoczynku z wyznaczeniem ławry Troicko-Siergijewskiej jako nowego miejsca stałego zamieszkania.